# Chewel Buzgan

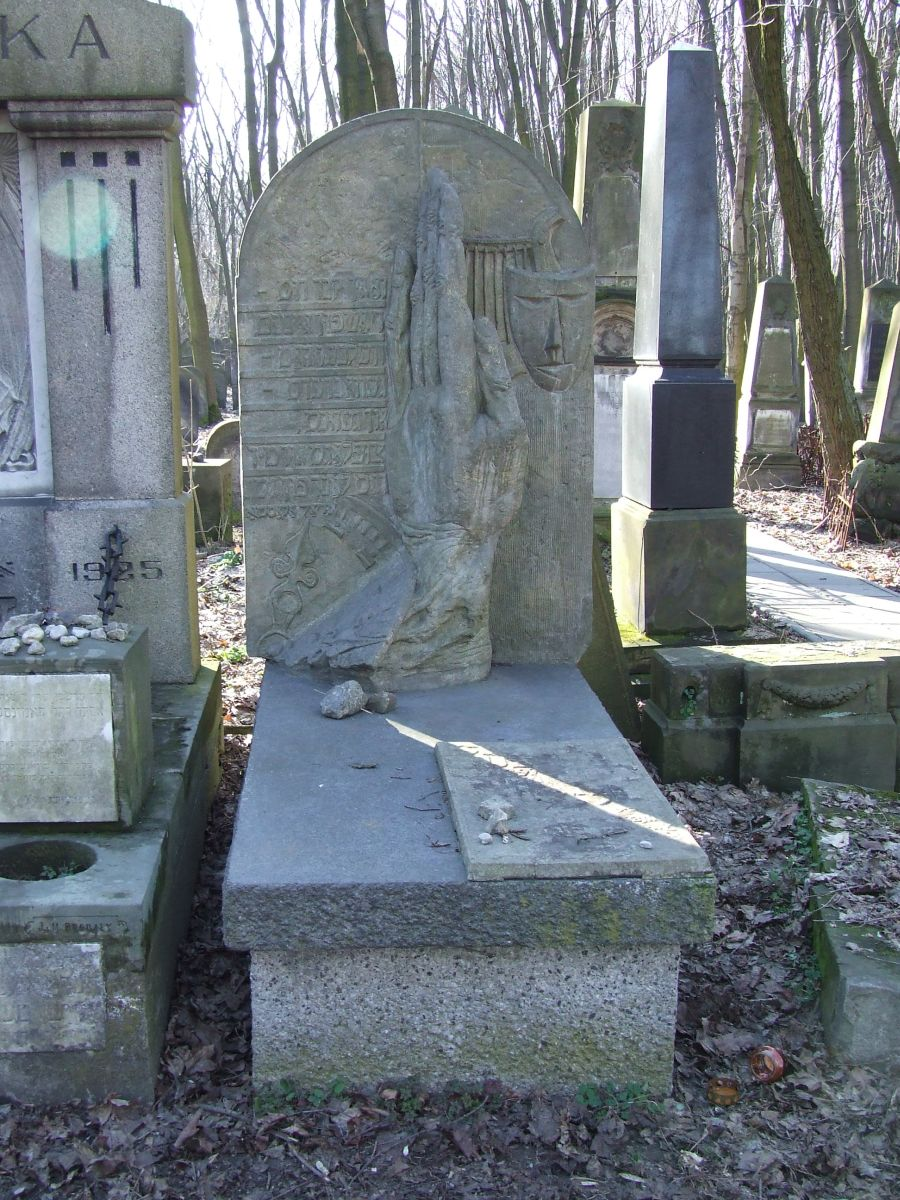
Grób Chewela Buzgana w alei głównej cmentarza żydowskiego przy ulicy Okopowej w Warszawie

Chewel Buzgan (jid. חבל בוזגאן; ur. 24 października 1897 w Wilnie, zm. 26 kwietnia 1971 w Warszawie) – polski reżyser oraz aktor teatralny i filmowy żydowskiego pochodzenia, w latach 1969–1971 kierownik artystyczny Teatru Żydowskiego im. Ester Rachel Kamińskiej w Warszawie.

## Życiorys
Urodził się w Wilnie w rodzinie żydowskiej. Był starszym bratem Icchoka (ur. 1899), Sary (ur. 1901) i Michoela (ur. 1904). Ojciec Mejlech Ickowicz i matka Lea Mowszowna Rabinowicz trudnili się wytwarzaniem i sprzedażą rękawiczek. Krótko po urodzinach Chewela rodzina przeniosła się do Białegostoku, gdzie założyli własny sklep. W Białymstoku rozpoczął naukę w chederze metukan. Po pogromie w 1906 rodzina powróciła do Wilna, gdzie Chewel kontynuował naukę w szkole przy studium nauczycielskim oraz działał w kółku dramatycznym Molskiego, w którym grano w języku rosyjskim. W 1919 rozpoczął pracę jako sufler w rosyjskim teatrze „Miniatury”. W 1920 został zatrudniony do Trupy Wileńskiej, żydowskiego teatru działającego wówczas w Łodzi. W latach 1924–1926 występował w teatrach Warszawy i Wilna, a w latach 1926–1930 w Teatrze Żydowskim w Rydze. W latach 1932–1936 ponownie był aktorem Trupy Wileńskiej. W 1939, na krótko przed wybuchem II wojny światowej, otrzymał zaproszenie na gościnne występy w Argentynie, gdzie przebywał wraz z żoną Rywą Szyler do 1949. Był tam m.in. był kierownikiem artystycznym teatru żydowskiego, dawał liczne występy na scenach Argentyny, Brazylii, Urugwaju, Chile, Peru i Boliwii.
W 1949 powrócił do Polski i związał się z Teatrem Żydowskim w Łodzi i następnie z Teatrem Żydowskim w Warszawie, gdzie pracował aż do śmierci. Po wydarzeniach marca 1968, i wyjeździe Idy Kamińskiej z Polski przejął funkcję kierownika artystycznego Państwowego Teatru Żydowskiego, którą sprawował do końca życia.
Zmarł w Warszawie, pochowany w alei głównej cmentarza żydowskiego przy ulicy Okopowej w Warszawie (kwatera 39), obok aktorki Ester Rachel Kamińskiej (1870–1925) i innych aktorów teatru żydowskiego. Jego nagrobek jest dziełem rzeźbiarza Andrzeja Wojciechowskiego.

## Kariera
| Teatr Żydowski w Warszawie - 1970: Tewje Mleczarz - 1970: Dybuk - 1967: Dzień i noc - 1964: Zasypać bunkry! - 1963: Jakub i Ezaw - 1962: Joszke Muzykant - 1962: Bar-Kochba - 1961: Samotny statek - 1960: Trzynaście beczek dukatów - 1959: Trudno być Żydem - 1958: Glikl Hameln - 1958: Opera Żyda - 1958: Sender Blank - 1957: Matka Courage i jej dzieci - 1957: Dybuk - 1956: Tewje Mleczarz Teatr Żydowski w Łodzi - 1953: Dom w getcie - 1953: Mieszczanie - 1951: Trzydzieści srebrników - 1951: Dr A. Leśna - 1950: Rodzina Blank - 1949: Mój syn - 1967–1968: Der Streit um den Sergeanten Grischa - 1965: Dr. Schlüter - 1936: Za grzechy | Teatr Żydowski w Warszawie - 1970: Tewje Mleczarz - 1970: Dybuk - 1969: Skarb cesarza - 1967: Dzień i noc - 1967: Skarb cesarza - 1965: Wszyscy moi synowie - 1963: Jakub i Ezaw - 1962: Joszke Muzykant - 1960: Trzynaście beczek dukatów - 1960: Marzyciele z Kapcańska - 1959: Trudno być Żydem - 1957: Dybuk - 1956: Tewje Mleczarz Teatr Żydowski w Łodzi - 1954: Uriel Akosta - 1953: Słowem i śpiewem - 1952: Prosty żołnierz żąda... - 1951: Łutoninowie |

## Ordery i odznaczenia
- Order Sztandaru Pracy II klasy (1959)
- Krzyż Oficerski Orderu Odrodzenia Polski (11 lipca 1955)[3]
- Krzyż Kawalerski Orderu Odrodzenia Polski (22 lipca 1952)[4]
- Medal 10-lecia Polski Ludowej (23 maja 1955)[5]